# 栄毅仁
栄 毅仁（えい きじん、簡体字：荣 毅仁、繁体字：榮 毅仁、英語：Rong Yiren、ロン・イーレン、1916年5月1日 - 2005年10月26日）は、中華人民共和国の政治家、実業家。中国国際信託投資公司の創設者で、「赤い資本家」と呼ばれた。江沢民政権にて第6代国家副主席を務めた。

## 経歴
1916年5月1日に江蘇省無錫県に誕生する。父は民族資本家の栄徳生であり、上海を中心に多くの企業を経営していた。1937年に上海聖ヨハネ大学を卒業し、その後父の事業を受け継ぎ、繊維工場を経営する。中華人民共和国建国後も上海に残留し、資産を政府に上納して協力する。1950年に中国民主建国会（民建）に参加し、中国人民銀行常務理事と全国政治協商会議委員を経て、1957年に上海市副市長に就任した。
文化大革命では走資派として批判されて1967年に失脚したが、1972年に復活を遂げる。1979年に鄧小平によって改革開放が開始されると、国策会社の「中国国際信託投資公司」を設立し、初代董事長（会長）兼総経理（社長）に就任する。日本・アジア・欧米諸国を歴訪し、外資導入を働きかけた。鄧小平指導下の中国共産党との密接な関係から「赤い資本家」の異名を取る。
1978年に全国政治協商会議副主席となり、1983年に全国人民代表大会常務副委員長に選出。1985年7月1日に中国共産党に入党した。1993年に国家副主席に選出されて1998年に退任した。
2005年1月に死去した趙紫陽元共産党総書記の葬儀に花輪を贈った数少ない指導者の1人である。天安門事件前に趙紫陽に対して書簡を送り、学生との対話促進・民主化と法制の強化・清潔な政治の確立などを訴えていた。2005年の春節では共産党指導部に対して意見書を送り、蔓延する汚職に対して危機感を訴えていた。
2005年10月26日に北京市で死去した。89歳であった。

## 対日関係
日本との関係では、全国人民代表大会副委員長時代の1985年と国家副主席時代の1994年に2度訪日し、それぞれ当時の中曽根康弘首相・村山富市首相と会談している。